# Tijd (Saskia & Serge)
Tijd.... is een single van Saskia & Serge (Ruud Schaap, artiestennaam Serge en Trudy van den Berg, artiestennaam Saskia). Het is afkomstig van hun album Liedjes voor alle tijden. Tijd.... was de inzending voor het Eurovisiesongfestival 1971.

## Achtergrond
Het lied is geschreven door Joop Stokkermans (muziek) en Gerrit den Braber (tekst). Beiden waren doorgewinterde schrijvers van liedjes voor het Eurovisiesongfestival. Saskia en Serge werden op de single begeleid door het orkest onder leiding van Bert Paige. Saskia & Serge deden voor de tweede maal mee aan het Nationaal Songfestival. In 1970 werden ze ingehaald door Hearts of Soul met Waterman. Een vermoeden van malversaties tijdens het stemmen bleef boven dat songfestival hangen. In 1971 lag de situatie anders. De NOS koos alleen het duo uit ter inzending. Zij zongen zes liedjes waarvan Tijd.... de meeste stemmen kreeg; tweede werd het liedje Lente. Philips Records perste echter als B-kant Vandaag begint de toekomst, geschreven door orkestleider Richard Pulin en Marian de Garriga. Die laatste werd voornamelijk bekend als schrijfster van jingles en reclamespots.
In Ierland werden Saskia & Serge met het Zweedse Family Four gedeeld zesde in een door Séverine Un banc, un arbre, une rue gewonnen competitie. Aldaar stond het orkest traditiegetrouw onder leiding van Dolf van der Linden.
Tijd.... werd ook opgenomen in het Engels (Time) en Frans (Le temps). Voor de Engelse markt (en wellicht een internationale carrière) werd de elpee in zijn geheel vertaald Tijd.... werd Time, Vandaag begint de toekomst werd Today is the beginning of the rest of our live en Lente werd Spring. Liedjes voor alle tijden werd Songs for all seasons.

## Hitnotering
Tijd.... haalde geen hitnotering in de Nederlandse lijsten van de Nederlandse Top 40 en de Hilversum 3 Top 30 en of Daverende 30.
1956: De vogels van Holland / Voorgoed voorbij · 1957: Net als toen · 1958: Heel de wereld · 1959: 'n Beetje · 1960: Wat een geluk · 1961: Wat een dag · 1962: Katinka · 1963: Een speeldoos · 1964: Jij bent mijn leven · 1965: 't Is genoeg · 1966: Fernando en Filippo · 1967: Ring-dinge-ding · 1968: Morgen · 1969: De troubadour · 1970: Waterman · 1971: Tijd · 1972: Als het om de liefde gaat · 1973: De oude muzikant · 1974: Ik zie een ster · 1975: Ding-a-dong · 1976: The party's over · 1977: De mallemolen · 1978: 't Is O.K. · 1979: Colorado · 1980: Amsterdam · 1981: Het is een wonder · 1982: Jij en ik · 1983: Sing me a song · 1984: Ik hou van jou · 1986: Alles heeft ritme · 1987: Rechtop in de wind · 1988: Shangri-la · 1989: Blijf zoals je bent · 1990: Ik wil alles met je delen · 1992: Wijs me de weg · 1993: Vrede · 1994: Waar is de zon · 1996: De eerste keer · 1997: Niemand heeft nog tijd · 1998: Hemel en aarde · 1999: One good reason · 2000: No goodbyes · 2001: Out on my own · 2003: One more night · 2004: Without you · 2005: My impossible dream · 2006: Amambanda · 2007: On top of the world · 2008: Your heart belongs to me · 2009: Shine · 2010: Ik ben verliefd (sha-la-lie) · 2011: Never alone · 2012: You and me · 2013: Birds · 2014: Calm after the storm · 2015: Walk along · 2016: Slow down · 2017: Lights and shadows · 2018: Outlaw in 'em · 2019: Arcade · 2020: Grow · 2021: Birth of a new age · 2022: De diepte · 2023: Burning daylight · 2024: Europapa